# Сергеј Крајгер
Сергеј Крајгер (словен. Sergej Kraigher; Постојна, 30. мај 1914 — Љубљана, 18. јануар 2001) био је учесник Народноослободилачке борбе, друштвено-политички радник СФР Југославије и СР Словеније и јунак социјалистичког рада. У периоду од 15. маја 1981. до 15. маја 1982. године обављао је функцију председника Председништва СФРЈ.

## Биографија
Сергеј Крајгер рођен је 30. маја 1914. године у Постојни. Пре Другог светског рата студирао је медицину у Љубљани, а од 1937. године у Загребу.
Фебруара 1934. године постао је члан Комунистичке партије Југославије. Исте је године ухапшен и осуђен на две године служења робије у Сремској Митровици. Од 1940. године био је инструктор Централног комитета Комунистичке партије Словеније у Трбовљу.
За време Народноослободилачке борбе био је секретар Окружног комитета КПЈ Трбовље, па Гросупље, Козје, Цеље и Марибор, а затим секретар Покрајинског комитета КПЈ за Штајерску. Због разних спорова за време рата, неколико месеци је био искључен из КПЈ.

### Послератна каријера
После рата вршио је многе одговорне дужности:
- потпредседник владе НР Словеније
- Савезни секретар за спољну трговину
- потпредседник Савезног извршног већа
- гувернер Народне банке Југославије од 1951. до 1953. године
- председник президијума Скупштине СР Словеније од 1967. до 1974. године
- председник Председништва СР Словеније од маја 1974. до маја 1979. године
- члан Председништва СФР Југославије од 1979. године
- председник Председништва СФР Југославије од 15. маја 1981. до 15. маја 1982. године

Биран је за републичког и савезног посланика у више сазива, за члана Централног комитета СК Словеније, члана Централног комитета Савеза комуниста Југославије и члана Председништва СКЈ.
Умро је 18. јануара 2001. године у Љубљани.

## Одликовања
Носилац је Партизанске споменице 1941. Одликован је Орденом јунака социјалистичког рада, Орденом народног ослобођења, Орденом заслуга за народ са златном звездом, Орденом заслуга за народ са сребрним зрацима, Орденом братства и јединства са сребрним венцем, Орденом за храброст и осталим високим одликовањима.

## Породица
Био је ожењен познатом словеначком и југословенском политичарком Лидијом Шентјурц, која је била и народни херој Југославије. Његов рођак Борис Крајгер, такође је био народни херој и један од утицајнијих словеначких и југословенских политичара, који је погинуо 1967. године.